# Sigrid Deurell-Lundgren
Sigrid Elvira Deurell-Lundgren, född Key Djurström (1889–1899 Eliason) 15 maj 1869 i Stockholm, död 14 juni 1950 på samma ort, var en svensk skådespelare.

## Biografi
Sigrid Deurell-Lundgren gjorde sin teaterdebut 1885, hon spelade först på Nya Teatern och hos William Engelbrecht innan hon 1888–1892 hamnade i August Lindbergs teatertrupp. Deurell-Lundgren spelade därefter hos olika teaterföretag, 1892–1899 hos Albert Ranft, 1899–1903 hos Carl Deurell och 1905–1906 och 1907–1910 vid Dramaten.
Mellan 1908 och 1910 gjorde hon tio roller på Dramaten, bland annat som Ebba i 1908 års uppsättning av August Strindbergs Mäster Olof. Hon hade även en roll i Mauritz Stillers film Stormfågeln (1914).
Sigrid Deurell-Lundgren var dotter till teaterchefen Gustaf Key och skådespelaren Charlotte Rabsén. Hon var gift tre gånger: 1889–1896 med skådespelaren Oscar Eliason, 1899–1909 med skådespelaren Carl Deurell och från 1913 med redaktören Olov Lundgren. Hon är begravd med tredje maken på Norra begravningsplatsen utanför Stockholm.

## Teater

### Roller (ej komplett)
| År   | Roll               | Produktion                                               | Regi                           | Teater             |
| ---- | ------------------ | -------------------------------------------------------- | ------------------------------ | ------------------ |
| 1887 | Irma               | Durand och Durand Maurice Ordonneau och Albin Valabrègue |                                | Vasateatern        |
| 1892 | Paula Selby        | Ett silverbröllop Emma Gad                               |                                | Djurgårdsteatern   |
| 1892 |                    | För tidigt Anders de Wahl                                |                                | Djurgårdsteatern   |
| 1892 |                    | Gendarmen Pierre Decourcelle och Henri Debrit            |                                | Djurgårdsteatern   |
| 1893 |                    | Gendarmen Pierre Decourcelle och Henri Debrit            |                                | Djurgårdsteatern   |
| 1894 | Det skönas fé      | På Helgeandsholmen, revy Eric Sandberg                   |                                | Djurgårdsteatern   |
| 1895 | Suzanne            | Maskeraden Alexandre Bisson och Albert Carré             |                                | Vasateatern        |
| 1896 | Jeanne Martigny    | Den kritiska åldern Jules Lemaître                       |                                | Vasateatern        |
| 1896 |                    | En treflig betjent Clairville och Octave Gastineau       |                                | Vasateatern        |
| 1903 | Filippa av England | Engelbrekt och hans dalkarlar August Blanche             |                                | Östermalmsteatern  |
| 1903 |                    | Sten Stures löfte Frans Hedberg                          |                                | Östermalmsteatern  |
| 1904 | Feen Silvana       | Tummeliten Clairville och Dumanoir                       |                                | Östermalmsteatern  |
| 1906 | Suzanne Motreff    | Med storm Maurice Donnay                                 |                                | Dramatiska Teatern |
| 1906 |                    | Far och son Gustav Esmann                                |                                | Dramatiska Teatern |
| 1906 |                    | Uppgörelse Ignatij Nikolajevitj Potapenko                |                                | Dramatiska Teatern |
| 1906 |                    | Älskaren från Brasilien Lucien Armont                    |                                | Vasateatern        |
| 1908 | Marotte            | De löjliga preciöserna Molière                           | Emil Grandinson                | Dramaten           |
| 1908 | Paula              | Den stora lidelsen Raoul Auernheimer                     | Gustaf Linden                  | Dramaten           |
| 1911 |                    | Det ingen vet Theodor Wolff                              | Emil Grandinson                | Intima teatern     |
| 1911 |                    | För mycken kärlek Georges de Porto-Riche                 | Emil Grandinson                | Intima teatern     |
| 1911 | Ellen              | Jul August Strindberg                                    |                                | Intima teatern     |
| 1912 | Fru Bergström      | Skuggan Thore Blanche                                    |                                | Intima teatern     |
| 1912 | Baronessan         | Osvuret är bäst Alfred de Musset                         |                                | Intima teatern     |
| 1912 | Magna              | Gamla herrgården Fredrik Nycander                        | Emil Grandinson                | Intima teatern     |
| 1912 | Selma Frank        | Erlingsnäs Ejnar Smith                                   | Emil Grandinson                | Intima teatern     |
| 1912 |                    | Storken Hans Aanrud                                      |                                | Intima teatern     |
| 1912 |                    | En kvinna utan betydelse Oscar Wilde                     | Knut Michaelson Gustaf Collijn | Intima teatern     |

### Fotnoter
1. 1 2 3 4  ”Sigrid Deurell-Lundgren”. Svensk Filmdatabas. http://www.sfi.se/sv/svensk-filmdatabas/Item/?type=PERSON&itemid=193788&ref=%2ftemplates%2fSwedishFilmSearchResult.aspx%3fid%3d1225%26epslanguage%3dsv%26searchword%3dSigrid+Deurell-Lundgren%26type%3dPerson%26match%3dBegin%26page%3d1%26prom%3dFalse. Läst 22 februari 2013.
2. ↑  Eliason-Deurell, Sigrid i Svenska män och kvinnor (1944)
3. ↑  ”Sigrid Deurell”. Dramaten.se. Arkiverad från originalet den 27 augusti 2010. https://web.archive.org/web/20100827194424/http://www.dramaten.se/Dramaten/Medverkande/Rollboken/?qType=person&value=2447. Läst 22 februari 2013.
4. ↑  ”Durand och Durand”. Musikverket. http://calmview.musikverk.se/CalmView/Record.aspx?src=CalmView.Performance&id=PERF15071&pos=14. Läst 6 juli 2015.
5. ↑  ”Teater och Musik”. Dagens Nyheter:  s. 3. 4 juni 1892. http://tidningar.kb.se/8224221/1892-06-04/edition/0/part/1/page/2/?q=silfverbr%C3%B6llop%20djurg%C3%A5rdsteatern&sort=asc&freeonly=1&page=2. Läst 15 september 2015.
6. ↑  ”Teater och musik”. Aftonbladet:  s. 3. 29 augusti 1892. http://tidningar.kb.se/4112678/1892-08-29/edition/0/part/1/page/3/?q=%22stulen%20lycka%22%20%22de%20wahl%22&sort=asc&freeonly=1. Läst 15 november 2015.
7. 1 2  Frithiof Hellberg, red (1893). ”Teater och musik”. Idun: Praktisk veckotidning för kvinnan och hemmet (Stockholm: Frithiof Hellberg) 6 (32):  sid. 254. Arkiverad från originalet den 14 mars 2016. https://web.archive.org/web/20160314113343/http://www.ub.gu.se/fasta/laban/erez/kvinnohistoriska/tidskrifter/idun/1893/pdf/1893_32.pdf. Läst 8 november 2015.
8. ↑  ”Teater och musik”. Dagens Nyheter:  s. 2. 11 juni 1894. http://arkivet.dn.se/arkivet/tidning/1894-06-11/8953/2. Läst 23 augusti 2015.
9. ↑  ”Teater och Musik”. Dagens Nyheter:  s. 2. 5 september 1895. http://tidningar.kb.se/8224221/1895-09-05/edition/0/part/1/page/2/?q=maskeraden%20carr%C3%A9&sort=asc. Läst 15 november 2015.
10. ↑  ”Teater och Musik”. Dagens nyheter:  s. 2. 7 mars 1896. https://arkivet.dn.se/tidning/1896-03-07/9485A/2. Läst 24 februari 2019.
11. ↑  ”Teater och Musik”. Dagens nyheter:  s. 3. 16 mars 1896. https://arkivet.dn.se/tidning/1896-03-16/9492A/3. Läst 24 februari 2019.
12. ↑  ”Teater, konst, litteratur: Teatrarnes spellistor m. m.”. Dagens Nyheter:  s. 2. 30 oktober 1903. https://arkivet.dn.se/tidning/1903-10-30/12053A/2. Läst 4 augusti 2019.
13. ↑  ”Teater, konst, litteratur: Teatrarnes spellistor m. m.”. Dagens Nyheter:  s. 3. 3 december 1903. https://arkivet.dn.se/tidning/1903-12-03/12087A/3. Läst 4 augusti 2019.
14. ↑  ”Teater, konst, litteratur”. Dagens Nyheter:  s. 3. 7 maj 1904. http://arkivet.dn.se/arkivet/tidning/1904-05-07/12236A/3. Läst 13 mars 2016.
15. ↑  Ernst Högman (1906). Frithiof Hellberg. red. ”Teater och musik”. Idun: Illustrerad tidning för kvinnan och hemmet (Stockholm: Frithiof Hellberg) 19 (4):  sid. 47. Arkiverad från originalet den 19 november 2015. https://web.archive.org/web/20151119233427/http://www.ub.gu.se/fasta/laban/erez/kvinnohistoriska/tidskrifter/idun/1906/pdf/1906_4.pdf. Läst 19 november 2015.
16. ↑  Ernst Högman (1906). Frithiof Hellberg. red. ”Teater och musik”. Idun: Illustrerad tidning för kvinnan och hemmet (Stockholm: Frithiof Hellberg) 19 (5):  sid. 59. https://gupea.ub.gu.se/bitstream/handle/2077/50374/gupea_2077_50374_1.pdf. Läst 19 november 2015.
17. ↑  Johan Nordling (1906). Frithiof Hellberg. red. ”Teater och musik”. Idun: Illustrerad tidning för kvinnan och hemmet (Stockholm: Frithiof Hellberg) 19 (13):  sid. 161. Arkiverad från originalet den 19 november 2015. https://web.archive.org/web/20151119233650/http://www.ub.gu.se/fasta/laban/erez/kvinnohistoriska/tidskrifter/idun/1906/pdf/1906_13.pdf. Läst 19 november 2015.
18. ↑  ”Teater, konst, litteratur”. Dagens Nyheter:  s. 2. 22 oktober 1906. http://arkivet.dn.se/arkivet/tidning/1906-10-22/13113a/2. Läst 2 augusti 2015.
19. ↑  ”Rollboken”. Dramaten. Arkiverad från originalet den 10 juli 2015. https://web.archive.org/web/20150710094931/http://www.dramaten.se/Medverkande/Rollboken/Play/3/. Läst 9 juli 2015.
20. ↑  ”Teater, konst, litteratur”. Dagens Nyheter:  s. 7. 18 oktober 1911. http://arkivet.dn.se/arkivet/tidning/1911-10-18/14885/7. Läst 27 maj 2016.
21. ↑  ”Teater, konst, litteratur”. Dagens Nyheter:  s. 6. 27 november 1911. http://arkivet.dn.se/arkivet/tidning/1911-11-27/14925/6. Läst 23 maj 2016.
22. ↑  ”Teater, konst, litteratur”. Dagens Nyheter:  s. 7. 27 december 1911. http://arkivet.dn.se/arkivet/tidning/1911-12-27/14953/7. Läst 13 maj 2016.
23. ↑  Bo Bergman (25 januari 1912). ”Premiär af 'Skuggan' på Intima teatern”. Dagens Nyheter:  s. 8. http://arkivet.dn.se/arkivet/tidning/1912-01-25/14980/8. Läst 28 maj 2016.
24. ↑  Bo Bergman (26 mars 1912). ”Intima teatern: 'Osvuret är bäst'”. Dagens Nyheter:  s. 6. http://arkivet.dn.se/arkivet/tidning/1912-03-26/15040/6. Läst 8 augusti 2015.
25. ↑  Bo Bergman (14 maj 1912). ”Intima teatern: 'Gamla herrgården.' 'I sista stund.'”. Dagens Nyheter:  s. 8. http://arkivet.dn.se/arkivet/tidning/1912-05-14/15087/8. Läst 28 maj 2016.
26. ↑  ”Teater, konst, litteratur”. Dagens Nyheter:  s. 6. 24 augusti 1912. http://arkivet.dn.se/arkivet/tidning/1912-08-24/15186/6. Läst 19 maj 2016.
27. ↑  Bo Bergman (13 september 1912). ”'Storken' Intima teaterns premiär”. Dagens Nyheter:  s. 5. http://arkivet.dn.se/arkivet/tidning/1912-09-13/15206/5. Läst 28 maj 2016.
28. ↑  ”Teater, konst, litteratur”. Dagens Nyheter:  s. 9. 25 november 1912. http://arkivet.dn.se/arkivet/tidning/1912-11-25/15279/9. Läst 28 maj 2016.